# Шеловец
Шеловец је насељено место у општини Пресека, Загребачка жупанија, Хрватска.

## Историја
До територијалне реорганизације у Хрватској био је у саставу старе општине Врбовец.

## Становништво
У попису становништва из 2011. године, Шеловец је имао 161 становника.
| Број становника према пописима | Број становника према пописима | Број становника према пописима | Број становника према пописима | Број становника према пописима | Број становника према пописима | Број становника према пописима | Број становника према пописима | Број становника према пописима | Број становника према пописима | Број становника према пописима | Број становника према пописима | Број становника према пописима | Број становника према пописима | Број становника према пописима | Број становника према пописима |
| ------------------------------ | ------------------------------ | ------------------------------ | ------------------------------ | ------------------------------ | ------------------------------ | ------------------------------ | ------------------------------ | ------------------------------ | ------------------------------ | ------------------------------ | ------------------------------ | ------------------------------ | ------------------------------ | ------------------------------ | ------------------------------ |
| 1857                           | 1869                           | 1880                           | 1890                           | 1900                           | 1910                           | 1921                           | 1931                           | 1948                           | 1953                           | 1961                           | 1971                           | 1981                           | 1991                           | 2001                           | 2011                           |
| 0                              | 0                              | 0                              | 0                              | 150                            | 209                            | 255                            | 307                            | 322                            | 290                            | 283                            | 237                            | 194                            | 165                            | 178                            | 161                            |

Напомена: Исказује се као насеље од 1900. До 1991. исказивано под именом Шеловац.